# Szeto Wah
Dans ce nom chinois, le nom de famille, Szeto, précède le nom personnel Wah.
Szeto Wah (chinois simplifié : 司徒华 ; chinois traditionnel : 司徒華 ; pinyin : Sītú Huà), né le 28 février 1931 à Kaiping et mort le 2 janvier 2011 à Hong Kong, était président de l'Alliance de Hong Kong en soutien des mouvements démocratiques et patriotiques en Chine. Il fut membre du Conseil Législatif de Hong Kong de 1985 à 1997, puis de 1998 à 2004. En plus de sa carrière politique, Szeto est également connu pour ses qualités de calligraphe. Il était parfois surnommé affectueusement Oncle Wah (華叔) par la population locale.

## Biographie
Szeto fut directeur d'école primaire et président de l'Union des enseignants professionnels de Hong Kong (HKPTU) entre 1974 et 1990. Sous sa direction, le HKPTU se développe rapidement et devient finalement le plus important groupe de pression à a fin des années 1970 et dans les années 1980. Il mène les professeurs sans diplôme dans la rue pour réclamer un meilleur salaire en 1973.
Il faisait partie des leaders du plus grand mouvement social des années 1970, le Precious Blood Golden Jubillee Secondary School, en 1978. Louise do Rosario, dans un article du journal The Standard en 1981, l'appelle le doyen des groupes de pression de Hong Kong et « une des personnes les plus influentes sur la scène politique depuis le milieu des années 1970 ».
Szeto prend part à l'écriture de la Loi fondamentale de la région administrative spéciale de Hong Kong. Cependant, après les manifestations de la place Tian'anmen de 1989, il est retiré du comité de rédaction. À cette époque il participe à l'opération Yellow Bird qui permet d'exfiltrer des dissidents chinois et les accueillir à Hong Kong avant qu'ils se réfugient en Occident.
Après la création de l'Alliance de Hong Kong en soutien des mouvements démocratiques et patriotiques en Chine, pendant les manifestations de la place Tian'anmen, ses relations avec le parti communiste chinois se sont tendues. Il est interdit de séjour en Chine continentale à partir de son accession à la présidence de l'alliance.
Szeto est élu au Conseil Législatif de Hong Kong à la circonscription fonctionnelle du secteur éducationnel en 1985 et 1988. Il revient ensuite au Conseil dans la circonscription de Kowloon East en 1991 et est réélu en 1995. En 1998 et 2000, il est à nouveau élu dans le même secteur. Durant ses fonctions au Conseil Législatif, il est le chief whip du caucus du Parti démocratique.
Au cours d'une conférence démocratique en 2007, Szeto déclare publiquement que l'Armée populaire de libération est contrôlée par le Parti communiste chinois et non par le pays. Il réaffirme que l'armée est un outil qui permet d'assurer les lois autoritaires du parti. Il mentionne également qu'il y a 50 ans des paysans illettrés pouvaient mettre en place un système démocratique, mais qu'aujourd'hui le peuple chinois lutte pour en mettre en place.
Incident sur le Citizen's Radio
Le 25 mai 2007, Szeto parle sur la Citizen Radio de Hong Kong, située Mong Kok Street. Le sujet du programme inclut les manifestations de la place Tian'anmen. Huit personnes dont Szeto sont arrêtées. Des critiques font valoir que le gouvernement de Hong Kong a persécuté spécifiquement Sveto d'usage illicite d'équipement pour la transmission d'un message politique, alors que d'autres ont parlé sur la radio sans être inquiété.
En 2010, on lui diagnostique un cancer du poumon pour lequel il suit une chimiothérapie. Regina Ip exhorte Pékin à l'autoriser de retourner en Chine continentale, mais Szeto dénonce son appel comme étant des larmes de crocodile. Il exclut une aide médicale là bas, disant qu'il cherche à rendre visite à Tan Zuoren et Liu Xiaobo. Il meurt le 2 janvier 2011, des suites du cancer.